# キリコ・キュービィー
キリコ・キュービィーは、テレビアニメ『装甲騎兵ボトムズ』の主人公である架空の人物。TV本編の他、同作の後日譚または前日譚として制作された、OVA『ザ・ラストレッドショルダー』『ビッグバトル』『野望のルーツ』『赫奕たる異端』『ペールゼン・ファイルズ』『幻影篇』『孤影再び』及び小説『孤影再び』『チャイルド 神の子篇』でも主人公を務める。声優は郷田ほづみ。

## 生い立ち
アストラギウス暦7196年（ギルガメス暦2326年）7月7日に誕生したが、明確な家族の存在は不明（『野望のルーツ』では、サンサ星の科学者夫婦の元に預けられて育てられていた描写が存在する）。7月7日誕生ということをなぜ覚えているのかも不明。
7202年にサンサ星の施設にいた彼は、ヨラン・ペールゼン率いる部隊の襲撃を受け、彼を除く研究所と町の人々は全員死亡。キリコだけは生き延びたが、火炎放射器で焼き殺されかけ、全身に重度の火傷を負う。彼はその状態から傷一つ残さず回復するが、このことがトラウマとなり、ギルガメス軍入隊後はたびたび過去の記憶をたどろうとして、神経的な発作に悩まされることとなる。
そして、7211年4月にギルガメス軍入隊。後に惑星オドンへ配属され、ヨラン・ペールゼンが設立したメルキア戦略機甲兵団特殊任務班X-1（レッドショルダー）に機甲兵として入隊する。ここでの最初の訓練は「共食い」と呼ばれる、味方同士が殺し合って「能力純度をふるい分けする」内容であったが、そこでペールゼンにより、キリコは250億分の1の遺伝確率で生まれる「異能生存体」だと告げられる。
基地内の同僚から命を狙われながらも、キリコは生き延び、最終的には反乱を起こして基地を崩壊させるまでになった。7213年のサンサ戦で絶大な戦果を挙げたレッドショルダーだったが、そこで生き延びたキリコの姿に、ペールゼンはキリコの異能の力を見る。だが、それは自身には決して従わないという態度を隠さない姿であり、ペールゼンに羨望と失望、そして憎悪を植え付けるものであった。
ペールゼンの失脚によるレッドショルダーの活動停止後、キリコも別部隊に異動してタイバス渡河作戦からモナド攻略戦を経た後、配属されたばかりの部隊で理由も知らされずに小惑星リドの友軍基地の襲撃作戦に参加。そこでカプセルに入った謎の美女と出会った事が、彼の運命を大きく変える事になる。

## 性格と活躍
自称、「クソ真面目な男」。無口で無愛想なため、陰性のように見えることがしばしばで、ウドで出会った友人のバニラ・バートラーからは「根暗」と揶揄されていたが、それは本来の性格ではなく、長引く戦争により人間として当たり前の感情を排され、歪んでしまったという方が正しい。普段は積極的に仲間達の計画に参加したがらず、控えめともとれる性格である。それでも、自身を陥れた相手を探ろうとして躍起になり、多少のリスクを冒すことなど構わなくなるなど暴走がちで、その辺りでは普通の18歳の若者と変わらない面も見られる。
ペールゼンに利用されていたことへの抵抗があったためか、当初はウドで出会ったばかりのブールーズ・ゴウトにバトリング選手として使われることも乗り気でなく、ココナにもあまり好意は見せなかった。3人がキリコを利用しようとしていたように、キリコもまた、3人を利用しようとしていた部分があった。しかし、治安警察に捕らわれた際、ココナがキリコを助けようと言い出し、そして救出を敢行した後、過去に捨て去ったはずの人間への信頼と感謝の心を取り戻した。以降この3人とは、行く先々で行動を共にし合う運命で結ばれていく。
リドで運命的に出会った「パーフェクトソルジャー(PS)」のファンタムレディとの出会いの後、自身がなぜ襲撃作戦に参加させられたのかという面を探っていくうちに、助け出した彼女をなぜか「フィアナ」と呼ぶようになる。これが後にワイズマンによって仕組まれていたことを聞かされるが、キリコにとって、フィアナこそが戦争ですさんだ心に光を当て、希望に導いた唯一の女性であることに変わりはなかった。
ウドでの3人組との出会いから、クメンでも再会した3人以外にも、傭兵仲間であるポル・ポタリア、ブリ・キデーラ、ル・シャッコという心から信頼できる相手に対しては、腹を割って話すようになった。しかし一方でゴン・ヌー将軍やカン・ユー大尉といった目的のために手段を選ばず、信頼関係を軽視する相手に対しては、自身の本心を見せないようにする。またカン・ユーのやり方に反し、ビーラーゲリラのポタリアの幼馴染みのモニカを助けたり、目標完遂のためにビーラーを見逃したりするような情や思慮深さも見せるようになった。
そうして人間らしい心を取り戻していった矢先、戦艦Xにおいて、レッドショルダーでの殺人マシーンと呼ばれていた頃の記憶を呼び覚まされ、自暴自棄になって酒に溺れて戦ったり、悪夢で魘されることになる。ただこのことが、フィアナにキリコの心の闇の本質を理解するきっかけを与え、彼の心をケアしながら伴侶として支えとなり、愛を全うする覚悟に至ることになる。そして、戦いで傷を受ける者と、与えた者の両方の痛みを押しつけられ、再び訪れたサンサでは、レッドショルダーによって家族を失ったゾフィー・ファダスの自身に向けられる憎悪や、PSであることにすがり続けるイプシロンの姿、そして彼との闘いのなかで、自分が生まれながらのPSである可能性がわかってきたことなどから、自分自身の謎を探るためクエントへ向かうことになる。
クエントで、古代超文明の支配者であり、アストラギウス銀河の歴史を陰で操っていたワイズマンと対面し、そこで自身がワイズマンによって生み出された“生まれながらのPS＝異能者”であり、銀河を支配するに相応しい者として、ワイズマンの後継者に選ばれたことを知らされる。
仲間を捨てて、ワイズマンの後継者になろうとしたかに見えたキリコだが、それは芝居であり、真の目的は銀河を支配していたワイズマンを抹殺することだった。ワイズマンにとってまさに致命的な誤算は、キリコがキリィやロッチナといったそれまで自分が取り込んだ者達と同類と思い込んだことだった。キリコが仲間達との出会いを通して、学び、築いた絆は、銀河支配よりもキリコの内心のウェイトを占めていたのだった。キリコの目的が「自身の運命を狂わせた元凶を倒すこと」だったのは、ワイズマンにとって全くの計算外であった。
「神」を滅ぼしたキリコだったが、銀河支配に干渉する気は全くなく、再三にわたるアレギウムの参加要請を断っている。また、神を殺した男であるキリコを倒して銀河支配の象徴たろうという良からぬ野心を抱く者もいたが、その者達は総てキリコの返り討ちに遭い、破滅の一途を辿る。
TV放送最終回でキリコがフィアナと共に選んだ道は、「戦いがある限り利用される」がゆえにあるかどうかも定かでない「戦いのない世の中」に行くことであり、これは既にフィアナの寿命が尽きかけていた事もあり事実上の「心中」であったとテイタニアとロッチナに推測されている。
一方で、アレギウムの一件以後も、仲間や彼の庇護を必要とする者には不器用ながら優しさを見せ、テイタニアや、彼によって運命を狂わされた者たちにも精一杯の誠意をこめて報いていた。また、ゾフィーにも、ほぼ無償奉仕をしていた。
不死身のモンスターのように言われながらも、ワイズマンから「神の子」を託されたとき、是非もなくその育成を引き受けて、「食わせて、いろいろ教えて、大きくする」を果たそうとする。

## 異能者としての力
「異能者」という特異な人間は、「生まれながらのPS」ともいわれるが、クエントの人々が異能者を恐れたのも、生まれながらに持った反応速度や機械類に対する高い適応能力、どんな怪我からも短時間で復活する常人離れした強靱な生命力と、戦場においても生存確率の際だった高さ、そして強力な戦闘力を発揮することにあった。これは戦場でのキリコの活躍からも窺える。
そういったキリコの超人的な力は、イプシロンを倒すまでは殆ど気づかなかった。しかし自覚した後も、自分が普通の人間だとの思いこみも強いらしく、『赫奕たる異端』でのコールドスリープの復活から立ち直るまでの姿には苦痛を覚えていた。一方で、自身の回復力の絶大さはある程度認めているようで、コンプラントの落下から、常人なら幾度死んでいるか判らないほどの怪我からも数日で回復した姿は、担当医のゴディバを驚愕させた。
こういった強靱な力を持ちながらも、「その力を振るって全てを支配する」というアレギウムの理想を拒むキリコの信念と秘められた力は、アレギウムにとっては教団の存亡を揺るがせるほどの脅威であった。しかし、その脅威を消さんとしたアレギウムのキリコ排除はかなわず、「神の目」として長年キリコを監視していたジャン・ポール・ロッチナをはじめ、多くの人々にとって、神を殺した「触れ得ざる者」キリコ・キュービィーは畏敬と畏怖の対象となった。
さらに神の後継者でありながら、神になることを拒んだキリコは、ロッチナにとって自らの生涯を賭けて研究する価値がある人物として、超人兵士「ネクスタント」に改造されたテイタニア・ダ・モンテウェルズにとっては、自身の姿がキリコを愛したPSフィアナと重なり、それに代わって惹かれ、追い続ける存在となった。
こういった「普通の人ではない」が故に親しい同類を得ることが困難なキリコの孤独を、フィアナは最期まで気に掛けていた。また、キリコは劇中司祭に対して「神は死んだ」というセリフを幾度も吐いたり、また「超人」という表現が使われたり、あるいは神意に基づくかのような絶対不可侵の究極個人たる「異能者」「異能生存体」と定義づけられたりと、フリードリヒ・ニーチェとその著作『ツァラトゥストラかく語りき』に由来する描写が色濃くみられる。

## 搭乗機
キリコが最も使用した機体は、「ATM-09-STスコープドッグ」である。テレビ本編、OVAシリーズでも大抵はスコープドッグで活躍する姿を見せている。
スコープドッグ自体、ギルガメス連合では軍事、民間問わずに普及するようになったが、元々ギルガメス軍にいたキリコにとっては、最も乗り慣れている機体ということなので、クエント以外では、大抵はスコープドッグに乗って戦い、ウド崩壊時では、降下兵仕様であるヘルダイバー部隊の機体を強奪して使ったこともある。キリコは、可能な限り、スコープドッグ系の機体を入手しようとし、余裕があれば、それをカスタマイズして乗っている。搭乗した機体のほとんどは、支給された又は有り合わせの量産機で、キリコ専用機と言えるのは、下記の中では「ラビドリードッグ」のみである。
クメン編では、ゴウトからは水中戦性能の高い「ATH-06-WPダイビングビートル」に乗ることを薦められたが、ドッグ系ATの方が使い慣れていることから断り、スコープドッグの湿地戦仕様である「ATM-09-WPマーシィドッグ」で戦った。第17話では敵ゲリラ側の「ATH-14-WPスタンディングタートル」をカンジェルマン宮殿からの脱出に用いた。
サンサ編ではワイズマンによって強力にチューンナップ（TRPG参照）された「ATM-09-SAスコープドッグ2」に乗っており、フィアナと共に使用。イプシロン専用の「X・ATH-02ストライクドッグ」と最後の対決をしたのもこの機体である。また、サンサ、クエント共に、敵国であるバララントの主力機である「BATM-03ファッティー（バララント名”フロッガー”）」を使用して戦う時もあった。 
クエント編では秘密結社専用機である「X・ATL-01-DTツヴァーク」を強奪して行動したが、ワイズマンの元へ向かうときには、イプシロンのストライクドッグの先行量産型である「X・ATH-02-DTラビドリードッグ」を使い、この機体で立ち塞がるギルガメス、バララント両軍のAT部隊を蹴散らし、振り切ってワイズマンへと辿り着いた。
OVAでは『ザ・ラストレッドショルダー』と『野望のルーツ』で、「ATM-09-STTCスコープドッグ・ターボカスタム」を使用し、前作品ではペールゼン傘下の「XATH-P-RSCブラッドサッカー」に乗り込むレッドショルダーの残党と、後作品では「BATM-05陸戦型ファッティー（グランドファッティー）」に、リーマン少佐達の操縦する「ATM-09-RSCスコープドッグ」と激突した。『ビッグバトル』では、重装備だった二作品とは逆に、軽量化を優先した「ATM-09-LCライトスコープドッグ（スコープドッグ・ライトカスタム）」で、「BATH-XXエクルビス」と対戦している。なお、同物語で、親友のクエント人ル・シャッコも、スコープドッグを改造し、「ATM-09-HCスコープドッグ・ベルゼルガ・イミテイト」で参戦した。
『赫奕たる異端』では、コンプラント内で、スコープドッグに乗り、ネクスタントのテイタニアと交戦した。アレギウム襲撃の際に、強襲用の「ATM-09-DDバーグラリードッグ」を使用し、アレギウムのAT部隊を壊滅させ、アレギウム最強を誇る「秩序の盾」テイタニアをも撃破し、結果的にアレギウムの威信を地に落とす大ダメージを与えた。『孤影再び』でも再度この機種に搭乗、同作品でテイタニアが乗り込む「X・ATH-11エルドスピーネ」の助力も得て、同型で構成されていた「黒い稲妻旅団」の250機に及ぶAT部隊を、テイタニアを抹殺しようとするマーティアルのAT隊もろとも壊滅させた。
『ペールゼン・ファイルズ』でもスコープドッグを使用しているが、情報省特殊部隊ISS編入後のモナド攻略戦では電子系が強化され、ジャイロバランサーの採用による安定性の高いATM-09-STTCスコープドッグ・ターボカスタムISS仕様に搭乗している。
最新作である『幻影編』では、当初は頑なに拒んでいたものの、結局はスコープドッグに搭乗、ル・シャッコの「ATH-Q64ベルゼルガ」と共に、ヌルゲラントにて、「ATH-QXベルゼルガ・プレトリオ」の部隊並びに、ワイズマンの戦闘端末と化した3体のネクスタントが操縦するエルドスピーネと交戦している。

## 余談
『装甲騎兵ボトムズ』において脚本を務めた鈴木良武によれば、名前の由来はジョルジョ・デ・キリコとキュービズムからだとしている。
塩山紀生によれば、彼のデザインは漫画『巨人の星』の主人公・星飛雄馬、のちのライバルとなるイプシロンは同じく花形満をイメージしたものであるとのこと（『アニメック』より）。
キリコを演じた郷田ほづみは、オールナイトニッポンから、こちらのアニメの仕事に参加し、放映当初はあまりに無口なキリコにキャラクターを掴めない部分もあったが、次第にキャラ造りのイメージを掴んでいったという。今でもキリコが、郷田ほづみにとって演じたキャラで一番有名というイメージが付いている。
キリコのそれまでのロボットアニメ主人公にはなかった性格故に、当時のロボットアニメの主人公との差違が顕著であった。それがまた、キリコのキャラクターをより定着させていったといえる。
2007年にタカラトミーから発売されたDMZ（デュアル・モデル・ツヴァイ）のラビドリードッグの説明書には、郷田のインタビューがあり、当時小学生だった女子から「世の中がいやで自殺したくなるほどだったが、キリコの活躍を見ているうちに、生きる気力が湧いてきた」というファンレターを貰ったエピソードが明かされた。
原作者の高橋良輔は『アニメージュ』（ロマンアルバム６３）インタビューで「支配することも、されることも拒むキャラクターとしてキリコを創りたかった」と述べ、『ボトムズ・バイブル』では「カンジェルマンは絶対になれない人物、キリコはなれる願望がある人物」とコメントしている。

## 他作品での出演
ブレイブサーガシリーズ
タカラスポンサーの90年代サンライズロボットアニメの代表である勇者シリーズのゲーム中で登場。同じように高橋良輔原作作品＝タカラスポンサー作品の『太陽の牙ダグラム』と『機甲界ガリアン』も入っている。
ブレイブサーガ
イベントで主人公芹沢瞬兵はアストラギウス銀河に行き、そこでキリコ達に逢い、キリコと共にスコープドッグに乗り込み、キリコは戦いの中で瞬平に対し、「たとえ神であっても俺は従わない」と、横暴な力に屈してはならない事を伝えていく。
ブレイブサーガ2
続編で同じように登場。前作では搭乗出来るATはスコープドッグのみだったが、今度はTVシリーズ最強機体のラビドリードッグや、PSゲームの『ライトニングスラッシュ』のスラッシュドッグや、『嚇奕たる異端』のバーグラリードッグ、更に『青の騎士ベルゼルガ物語』の最強ATであるテスタロッサといった機体も出ている。
スーパーロボット大戦シリーズ
ロボットアニメのクロスオーバー作品。
第2次スーパーロボット大戦Z 破界篇・再世篇
特殊技能に自機のHPが10％を切ると命中、回避率などパイロット能力が飛躍的に上がる「?????」という能力が設定されている。さらに最初から最大レベルの「底力」（HPが減ると能力値が強化される）を所持しており、異能生存体であるキリコという存在を体現している。この「?????」は『再世篇』を進めていくと名称が「異能生存体」に変わる。
『破界篇』では他作品との絡みは比較的少なく、戦闘シーンにおいても「･････」というものが多い。『再世篇』ではクメンからの再現ということもあり他作品との関りも多く、『コードギアス 反逆のルルーシュ』の面々とよく絡む。特に紅月カレンとは『破界篇』でバトリング対決をしたこともあり絆が深く、カレン自身もキリコのことが好きとフィアナの前で公言して驚かせている（異性としてではなく仲間としてという意味）。
キリコを傭兵として雇ったゼロ（ルルーシュ）は当初想像以上に危険であると彼の本質を見抜いた一方で、ルート次第ではキリコに信頼の証として目の前で自ら仮面を外して正体を明かしており、キリコもまたゼロの正体がばれた際にゼロをフォローするなどカレンとは違った意味での絆を有している。
キャラクター図鑑ではワイズマンの配下になった（ふりをしている）キリコには独立した項目が設けられており、作品の枠を越えカレンからの特殊な戦闘台詞が存在する。また、実際は芝居をしていることが演出でも表現されており、味方時では全弾命中するラビドリードッグのハンディソリッドシューターが、敵の間は必ず1発当ててその次はあらぬ方向へと外す（＝手加減をしている）演出となっている。
第3次スーパーロボット大戦Z 時獄篇・天獄篇
ビッグバトルから開始されており、当初フィアナの治療費を稼ぐためにミスリルに傭兵として雇われている。コールサインは「ドッグ1」。
イベントでASに乗り込んで操縦したこともある（ATと同じように操縦したため、急激な移動に同乗者の千鳥かなめが悲鳴を上げた）。また、ボン太くんの着ぐるみを着込んだりするなど、コミカルな描写も増えている。
スーパーロボット大戦DD
スーパーロボット大戦T
スーパーロボット大戦30
有料DLC『エキスパンションパック』にて参戦。